# Lithobius brignolii
Lithobius brignolii Matic, 1970 è una specie di centopiedi appartenente alla  famiglia Lithobiidae dell'ordine Lithobiomorpha.
La specie è così chiamata come omaggio alla memoria dell'aracnologo italiano Paolo Marcello Brignoli.